# Kameanka, Horodok
Kameanka (în ucraineană Кам'янка) este localitatea de reședință a comunei Kameanka din raionul Horodok, regiunea Hmelnîțkîi, Ucraina.

## Demografie
Componența lingvistică a localității Kameanka
     Ucraineană (97,88%)
     Rusă (2,12%)
Conform recensământului din 2001, majoritatea populației localității Kameanka era vorbitoare de ucraineană (97,88%), existând în minoritate și vorbitori de rusă (2,12%).